# Guillaume Sentou
Guillaume Sentou, né le 21 décembre 1979 à Paris, est un acteur français.

## Biographie
Guillaume Sentou rencontre Cyril Garnier à l'âge de 7 ans. Ils entrent tous les deux au cours Dominique Viriot et dès 2005 se produisent sur scène. Ils forment le duo Garnier et Sentou et participent à l'émission On n'demande qu'à en rire de Laurent Ruquier sur France 2 qui les révèle au grand public de 2010 à 2014,.
Depuis 2014, Guillaume Sentou poursuit sa carrière au théâtre et au cinéma,.
En 2017, Guillaume Sentou obtient le Molière de la révélation masculine pour la pièce Edmond d'Alexis Michalik.
Fin 2020, il crée la série digitale Off, sur les coulisses du cinéma.
Il participe également au spectacle le roi lion de Disneyland Paris dans le rôle de Timon (Émission diffusée le 14 avril 2023 sur C8)

## Filmographie

### Cinéma
- 2013 : Fonzy de Isabelle Doval : Le vendeur de poussettes
- 2015 : Victor Lebrun ? de Patrice Soufflard, court-métrage : Frédéric Coton
- 2019 : Boutchou d'Adrien Piquet-Gauthier : Le PDG de Acces Invest Corp
- 2021 : Flashback de Caroline Vigneaux

### Télévision
- 2022 : Paris Police 1905 : Dentiste Meg[6]

### Scénariste
- 2011 - 2014 : Youhumour, sketchs web
- 2015 : Victor Lebrun ? de Patrice Soufflard, court-métrage
- 2017 : On n'est pas des bêtes (?) de Guillaume Sentou, court-métrage
- 2020 : Off, série digitale

### Réalisateur
- 2017 : On n'est pas des bêtes (?), court-métrage
- 2020 : Off, série digitale

### Doublage
- 2019 : Sgt. Stubby: An American Hero d'Éric Bergeron ; le cuisiner français

## Théâtre

### Comédien
- 2010 - 2012 : À deux lits du délit de Derek Benfield, mis en scène de Jean-Luc Moreau - théâtre de la Michodière, tournée en France, Belgique et Suisse
- 2012 - 2013 : Les Grands Moyens de Stéphane Belaïsch et Thomas Perrier, mise en scène d'Arthur Jugnot et David Roussel - théâtre de la Gaîté
- 2016 - 2017 : Edmond de et mise en scène Alexis Michalik - Théâtre du Palais-Royal, tournée : Edmond Rostand
- 2018 : Intra Muros, de et mise en scène Alexis Michalik - Théâtre 13
- 2019 : La Double Inconstance de Marivaux, mise en scène Philippe Calvario - Théâtre 14 : Arlequin
- 2020 : Le Tour du Monde en 80 Jours, Le Musical de Julien Salvia et Ludovic-Alexandre Vidal, d'après Jules Verne, mise en scène David Rozen - Théâtre Mogador [7]

### Metteur en scène
- 2015 - 2016 : Mes pires amis de Pierre Léandri, Tristan Zerbib - Apollo Théâtre, Festival d'Avignon off, tournée
- 2020 : Oh Maman !, de Stéphane Guérin, avec Alysson Paradis, Garance Bocobza, Mikaël Chirinian, Théâtre La Scène Parisienne

## Distinctions
- Garnier et Sentou
  - 2007 : Prix du public au festival d'humour de Saint-Jean-Bonnefonds[8]
  - 2007 : Prix Fnac de l'humour au festival Juste Pour Rire Nantes Atlantique[9]
  - 2007 : Prix du National du Rire au festival Juste Pour Rire Nantes Atlantique[10]
  - 2007 : 1er prix du jury au festival d'humour de Villeneuve-sur-Lot
- Molières 2017 : Molière de la révélation masculine pour Edmond
- Festival International du Film de Comédie de Liège 2018 : Prix coup de cœur pour On n’est pas des bêtes[11].
- 2018 : Élection à l'Académie Alphonse-Allais.
- Les Trophées de la comédie musicale 2022 : Trophée de l'artiste révélation masculine pour Le Tour du monde en 80 jours